# Lamiel (film)
Pour plus de détails, voir Fiche technique et Distribution.
Lamiel est un film français réalisé par Jean Aurel, sorti en 1967, inspiré du roman éponyme de Stendhal.
C'est l'histoire d'une jeune fille rebelle qui, selon la critique de Paris Match, « est un peu le pendant féminin de Julien Sorel ».

## Synopsis
Le docteur Sansfin, médecin de campagne ambitieux (Michel Bouquet), place Lamiel (Anna Karina), une pauvre orpheline, comme lectrice dans le château voisin de sa patiente, la duchesse de Miossens. Lamiel s'enfuit bientôt à Paris avec Fédor (Pierre Clémenti). Grâce à une adoption obtenue par le docteur Sansfin, elle obtient une dot et un titre de comtesse. 
Lui-même devient un médecin à la mode très convoité, sans toutefois passer du statut d'admirateur intéressé de Lamiel à celui d'un de ses nombreux amants. 
Mais lorsque sa protégée, tombe amoureuse du très viril cambrioleur et assassin, Roger Valbert (Robert Hossein), la jalousie s'éveille en lui. 
Il le défie en duel à l'Opéra de Paris. Mais le coup de feu tiré sur Valbert atteint mortellement Lamiel.

## Fiche technique
- Titre : Lamiel
- Réalisation : Jean Aurel
- Premier Assistant : Philippe Pouzenc-Parmentier
- Scénario et dialogues : Cécil Saint-Laurent, inspiré du roman éponyme de Stendhal
- Photographie : Alain Levent
- Ingénieur du son : André Hervée
- Montage : Françoise Collin
- Musique : Wolfgang Amadeus Mozart
- Costumes : Gitt Magrini
- Producteur : Georges de Beauregard
- Pays de production : France
- Durée : 95 minutes
- Date de sortie : 30 août 1967 (France)

## Distribution
- Anna Karina : Lamiel
- Michel Bouquet : le docteur Sansfin
- Denise Gence : la duchesse de Miossens
- Pierre Clémenti : le jeune duc Fédor de Miossens
- Jean-Claude Brialy : le comte d'Aubigné
- Robert Hossein : Roger Valber
- Claude Dauphin : le marquis d'Orpiez
- Jean-Pierre Moulin : Jean, le facteur
- Alice Sapritch : Mme Legrand
- Christian Barbier : Vidocq
- Bernadette Lafont : Pauline, la camériste
- Marc Eyraud : M. Hautemare
- Denise Péron : Mme Hautemare